# あすは恋して〜 Prime Beat Planet 〜
『あすは恋して Prime Beat Planet』（あすはこいして プライムビートプラネット）は、2000年4月14日にアンバランスから発売された恋愛シミュレーションゲーム。開発はファミリーソフト。キャラクターデザインはまりお金田。

## 概要
プレイヤーは10年前過ごしてきた街に戻ってきた男子生徒。
1年間の学園生活を通じて過去の記憶を思い出し、女の子達と恋人になる事を目指す。
当初は1998年にPlayStationで発売される予定だったが、Windows 98での発売に変更される事となった。
学園生活は以下のパートで構成される。
- 月曜日~金曜日…普通だと何もなく過ぎてゆく。時々「心の距離」の値が高いキャラのイベントが低確率で起きる事も。
- 土曜日…キャラクターと「話の種」を用いて話す事で「心の距離（好感度）」の値を上げてゆく。場合によってはデートに誘える。
- 日曜日…デートの約束をしていればデート。デートの際に「悩みの種」が貰える事もある。夜には鈴と話すことができ、まだ持っていない「話の種」を貰える事もある。
- 夏祭り・夏休み・体育祭・文化祭・冬休み…一番「心の距離」が高いメインキャラのグループ（テニス部・軽音楽部・新体操部）と共に行動する。その中で一番仲の良いキャラとのイベントが起きる事も。
- 終業式…登場するメインキャラの名前を入力して告白（ただし特定の名前を入力すると、告白はできないが変わった反応が返ってくる）。攻略条件を満たしていた場合はエンディングに。

## 話の種
プレイヤーがキャラに話しかける際に使う話題で、勉強・スポーツ・TVなど様々な物が存在する。
キャラクターにより好みがわかれ、合う話題だと感情が変化するが、一度使った話の種はLvを上げないとそのキャラに使う事ができない（LVは最大3まで）。
また、女の子とのイベントで渡される「悩みの種」（特定の条件を満たし解決すると「解決の種」になる）、孫玲紗から貰える不思議な草の力で見る事ができる夢から入手する「思い出話の種」などの特殊な話の種もある。

## 登場人物
なお、名前の由来は幕末・明治期の有名な人物から。
主人公
デフォルトネームは「歳三」。高校2年の始業式に親友の沖田浩志共々転入してくる事となる。
坂本 水葉（さかもと みずは）
CV:小西寛子
主人公のクラスの委員長で、テニス部に所属。明るく人当たりのよい性格で、転入してきた主人公に対しても優しく接してくれる。
妹の木葉と幼なじみの花梨が犬猿の仲となってしまったことに悩んでいる。
坂本 木葉（さかもと このは）
CV:菅原祥子
水葉の妹でテニス部に所属する。かつてはテニスで実力を認められていたが、今はテニスと距離を置いており花梨との仲も犬猿の仲になっている。
意地っ張りで不良少女に思われがちだが、心を開いた人には素直な一面も見せる。
福沢 花梨（ふくざわ かりん）
CV:大沢つむぎ
水葉・木葉姉妹の幼なじみで、テニス部に所属している。現在もテニス部で活躍しているが、それ故にテニス部と距離を置いた木葉に対しては素直に接する事ができない。
家庭の環境のためか?アロハシャツが嫌い。
永倉 遥（ながくら はるか）
CV:野上ゆかな
主人公が初転入した日、最悪の出会い方をした少女。後日主人公の母に連れられて行った先で再会し、彼女の父親との間で決められた「許嫁」として紹介される。
おてんばで気が強いが、他人思いな心優しい一面も持つ。軽音楽部所属。
芹沢 夕日（せりざわ ゆうひ）
CV:沖静香
軽音楽部に所属する少女で、友人2人に比べてしっかりして大人びた性格の持ち主。部活の作曲を担当している。
母子家庭のためか、様々なバイトを掛け持ちしており、主人公との出会いもバイト先のファミレスだった。
近藤 美恵（こんどう みえ）
CV:茂呂田かおる
軽音楽部に所属する、明るく騒がしい女の子。関西弁で喋る。父親がギャンブル好きのためかギャンブルにも興味がある模様。
「ラブラブプラネット」というラジオ番組がお気に入りという意外な一面も。
岩倉 美菜（いわくら みな）
CV:荒木香恵
新体操部に所属する少女で、子供っぽい容姿と性格。主人公が引っ越してきた家の隣家に住んでおり、実家は理髪店を営んでいる。
見た目とは裏腹に父から譲ってもらったバイクに乗りこなしており、大切にしている。
大久保 弥生（おおくぼ やよい）
CV:神崎まゆみ
新体操部のマネージャーを務める少女。悲観的で物静かな性格で、ある事情から「自分に恋なんてできない」と思い込んでいる。
実家は定食屋を営んでおり、家の手伝いをする事もある。
河合 葉月（かわい はづき）
CV:柳原みわ
新体操部に所属する少女。おっとりとした性格で、新体操の実力もあるが男性が苦手。
何故か昔の話をあまりしようとしないが、主人公とは意外な所でつながりを持っている。
大村 鈴（おおむら りん）
CV:新舞りあす
主人公の従姉妹。病弱で町の大きな病院に通うため主人公の家に同居している。
パソコンを自分でカスタムして使うほどパソコンに詳しく、その為に時折「話の種」をくれる事もある。
孫 玲紗（そん れいしゃ）
CV:藤吉智子
謎めいた雰囲気を持つ中国人留学生。片言めいた口調で話す。
何故か主人公に興味を持ち、昔の記憶を思い出させる夢を見させる「不思議な草」を渡すなどして手助けしてくれる。
沖田 浩志（おきた  こうじ）
CV:水本剛
主人公と同じ学校から転入してきた親友で、スポーツ万能で温厚な性格。それを鼻に掛けない性格のために友達は多い。
実家が酒屋であり、軽トラを運転するなどしてもいる。
伊藤 正樹（いとう まさき）
CV:大橋隆昌
同級生の男子で金持ちの息子。ぱっと見ではイケメンだが、男女問わず距離感を取れないコミュニケーション能力のために、自分が気に入った女の子に対しては一方的にアタックするなどトラブルも多い。その言動は女子にも引かれがちである。
睦月（むつき）
主人公が冒頭で手紙を出している「先輩」。新体操をしていた事がある人物にまつわる「夢」で分かる。

## 主題歌
オープニングテーマ「Primary Days」
作詞・編曲：富田美智子 / 作曲：小郷原崇 / 歌：坂本真綾